# Ministerio de Abastecimientos
El Ministerio de Abastecimientos fue un departamento ministerial español creado a raíz de la Crisis española de 1917, para garantizar los abastecimientos interiores durante la Primera Guerra Mundial, en la que España se había declarado neutral.

## Contexto histórico
Cuando se inició el conflicto europeo el 28 de julio de 1914, España era un país económicamente atrasado, con solo el País Vasco y Cataluña con una industria importante, un país que tras el Desastre del 98 y el posterior tratado con Alemania en 1899 había liquidado su antiguo imperio colonial (Cuba, Filipinas y Puerto Rico), estaba moralmente destrozado, con el sistema de gobiernos del «turno» cuestionado, con un ejército que se encontraba anticuado, casi sin armada naval, y con el problema de Marruecos que desembocaron en crisis y huelgas como la Semana Trágica en 1909.
Además, España no pertenecía a ninguno de las dos alianzas europeas enfrentadas. En 1913, España se asegura de un territorio en el norte de Marruecos, que se convirtió en una fuente de problemas militares continuos, y no se consiguió pacificar hasta 1927.
El gobierno conservador de Eduardo Dato decidió mantener a España neutral, compartida por la mayoría de la clase dirigente, y tal y como afirmaba Manuel Azaña, la decisión «era una neutralidad forzosa, impuesta por nuestra propia indefensión».
La neutralidad tuvo importantes consecuencias económicas y sociales ya que se produjo un enorme impulso del proceso de "modernización" que se había iniciado tímidamente en 1900, debido al aumento considerable de la producción industrial española a la que de repente se le abrían nuevos mercados (los de los países beligerantes). Sin embargo, la inflación se disparó mientras que los salarios crecían a un ritmo menor y se produjeron carestías de los productos de primera necesidad, como el pan, lo que provocó motines de subsistencias en las ciudades y crecientes conflictos laborales protagonizados por los dos grandes sindicatos, CNT y UGT, que reclamaban aumentos salariales que frenaran la disminución de los salarios reales debido a la inflación.

## Desarrollo
La preocupación del gobierno ante los posibles conflictos sociales, que podrían desencadenarse ante dificultades de abastecimiento y la inflación, llevó al gobierno de Dato a crear la Junta Suprema de Subsistencia en 1916 bajo la ley de Subsistencia de 1915 para garantizar el abastecimiento en todo el territorio nacional. Su actuación fue tan inútil que en mayo del año siguiente fue disuelta. No obstante, la realidad impedía desentenderse del problema y se buscó una solución más eficiente, creándose una Comisaría general de Abastecimientos.
Dicha institución estaría dirigida por una sola persona, un comisario, a cuyo servicio se hallarían funcionarios de los ministerios de Hacienda, Fomento y Gobernación. Su funciones serían, según el Real Decreto de creación, vigilar el buen funcionamiento del abastecimiento interior; la compra, si fuera necesario, de trigo extranjero, elevar presupuestos al Ministerio de Fomento sobre transportes necesarios y al Ministerio de Hacienda referente a exportaciones e importaciones. Finalmente sus actos estarían refrendados por la Presidencia del Consejo de Ministros.
La dependencia de varios ministerios, así como del refrendo del Presidente del Consejo de Ministros limitaban la labor de la Comisaría, por lo que Antonio Maura decidió elevar a rango ministerial a la comisaría general siendo su primer titular Juan Ventosa, hasta entonces comisario.
El Ministerio sobrevivió al final de la Primera Guerra Mundial, pero gran parte de sus competencias fueron asumidas por el recién creado Ministerio de Trabajo lo que finalmente llevó a la disolución del Ministerio de Abastecimientos, y su sustitución por la Comisaría General de Subsistencia dependiente del Ministerio de Fomento.
- Junta Central de Abastecimientos (23 de noviembre de 1916-3 de octubre de 1917)
  - Integrantes:
    - Presidente del Instituto de Reformas Sociales.
    - Dos Senadores del Reino.
    - Dos Diputados a Cortes.
    - Subsecretarios de los Ministerio de Estado y Gobernación.
    - Directores generales de Obras Públicas; Agricultura, Minas y Montes; Comercio; Industria y Trabajo.
    - Directores generales Aduanas, Contencioso, Navegación y Pesca.
    - Interventor general de la Administración del Estado.
    - Representantes de la Comisión Protectora de la industria nacional; de las Cámaras de Comercio; de las Cámaras Industriales.
    - Representantes de Asociaciones de Agricultores; de Navieros.
    - Un vocal obrero del Instituto de Reformas Sociales.
    - Un representante de la Compañía de Ferrocarriles.
    - Un representante de la Sociedad de explotadores de minas de carbón.
    - Un publicista.
    - Asociación general de Ganaderos
    - Dos vocales de los consumidores.
- Comisaría General de Abastecimientos (3 de octubre de 1917-6 de septiembre de 1918)

| Comisario                           | Inicio                  | Final                   |
| ----------------------------------- | ----------------------- | ----------------------- |
| Nicanor de las Alas Pumariño        | 3 de octubre de 1917    | 8 de octubre de 1917    |
| Fernando Barón y Martínez de Agulló | 8 de octubre de 1917    | 13 de noviembre de 1917 |
| José Francos Rodríguez              | 13 de noviembre de 1917 | 28 de diciembre de 1917 |
| Luis Silvela                        | 28 de diciembre de 1917 | 29 de marzo de 1918     |
| Juan Ventosa                        | 29 de marzo de 1918     | 6 de octubre de 1918    |

## Titulares del Ministerio
| Espectro político                                      |
| ------------------------------------------------------ |
| Partido Liberal Partido Conservador Lliga Regionalista |

| # | Nombre | Nombre   | Nombre                                                 | Inicio                   | Fin                      | Partido            | Gobierno | Gobierno                            |
| - | ------ | -------- | ------------------------------------------------------ | ------------------------ | ------------------------ | ------------------ | -------- | ----------------------------------- |
| 1 |        |          | Juan Ventosa (1879-1959)                               | 3 de septiembre de 1918  | 9 de noviembre de 1918   | Lliga Regionalista |          | III Maura Gobierno de concentración |
| 2 |        |          | Pablo Garnica y Echevarría (1876-1959)                 | 9 de noviembre de 1918   | 5 de diciembre de 1918   | Liberal            |          | III Prieto                          |
| 3 |        |          | Baldomero Argente (1877-1965)                          | 5 de diciembre de 1918   | 21 de febrero de 1919    | Liberal            |          | IV Romanones                        |
| 4 |        |          | Leonardo Rodríguez Díaz (1877-1922)                    | 21 de febrero de 1919    | 17 de abril de 1919      | Liberal            |          | IV Romanones                        |
| 4 |        | IV Maura | Leonardo Rodríguez Díaz (1877-1922)                    | 21 de febrero de 1919    | 17 de abril de 1919      | Liberal            |          |                                     |
| 5 |        |          | José Maestre Pérez (1866-1933)                         | 17 de abril de 1919      | 20 de julio de 1919      | Conservador        |          |                                     |
| 6 |        |          | Miguel López de Carrizosa (1857-1919)                  | 20 de julio de 1919      | 21 de julio de 1919      | Conservador        |          | I Sánchez de Toca                   |
| 7 |        |          | Carlos Cañal (1876-1938)                               | 23 de julio de 1919      | 28 de septiembre de 1919 | Conservador        |          | I Sánchez de Toca                   |
| 8 |        |          | Fernando de Sartorius y Chacón (1860-1926)             | 28 de septiembre de 1919 | 12 de diciembre de 1919  | Conservador        |          | I Sánchez de Toca                   |
| - |        |          | Luis Rodríguez de Viguri (1881-1945) ministro interino | 12 de diciembre de 1919  | 15 de diciembre de 1919  | Conservador        |          | I Allendesalazar                    |
| 9 |        |          | Francisco Terán Morales (1862-1931)                    | 15 de diciembre de 1919  | 5 de mayo de 1920        | Conservador        |          | I Allendesalazar                    |
| - |        |          | Luis Rodríguez de Viguri (1881-1945) ministro interino | 5 de mayo de 1920        | 8 de mayo de 1920        | Conservador        |          | III Dato                            |